# Elezioni parlamentari in Corea del Sud del 2008
Le elezioni parlamentari in Corea del Sud del 2008 si tennero il 9 aprile per il rinnovo dell'Assemblea nazionale.
L'affluenza fu del 46,0%, la più bassa della storia coreana.

## Forze politiche
Le principali forze politiche concorrenti furono le seguenti.
- Grande Partito Nazionale (한나라당, Hannara-dang), guidato da Kang Jae-seop, il più grande partito conservatore nell'Assemblea Nazionale.
- Partito Democratico Unito (통합민주당, Tongham Minju-dang), guidato da Son Hak-gyu, il più grande partito liberale nell'Assemblea Nazionale.
- Partito dell'Avanzata della Libertà (자유선진당, Jayu Seonjin-dang), guidato da Lee Hoi-chang, il partito più forte della regione di Chungcheong ed il secondo partito conservatore nell'Assemblea Nazionale.
- Coalizione per Park (친박연대, Chin-bak Yeon-dae), guidata da Seo Cheong-won e costituitasi in seguito ad una scissione del Partito Hannara; si ispirava a Park Geun-hye.
- Partito Democratico del Lavoro (민주노동당, Minju Nodong-dang), guidato da Chun Young-se, di orientamento progressista.
- Partito della Corea Creativa (창조한국당, Changjo Hanguk-dang), guidato da Moon Kook-hyun, un partito minore liberale ed ecologista.
- Nuovo Partito Progressista (진보신당) Jinbo Shin-dang), guidato da Sim Sang-jeong e Roh Hoe-chan; si era separato dal Partito Democratico del Lavoro in risposta al nazionalismo dilagante in seguito alle elezioni presidenziali del 2007.

## Risultati
| Liste                                             | Riepilogo nazionale | Riepilogo nazionale | Riepilogo nazionale | Seggi   | Seggi  |
| Liste                                             | Voti                | %                   | Seggi               | Collegi | Totale |
| ------------------------------------------------- | ------------------- | ------------------- | ------------------- | ------- | ------ |
| Grande Partito Nazionale                          | 6.421.727           | 37,48               | 22                  | 131     | 153    |
| Partito Democratico Unito                         | 4.313.645           | 25,18               | 15                  | 66      | 81     |
| Coalizione per Park                               | 2.258.750           | 13,18               | 8                   | 6       | 14     |
| Partito dell'Avanzata della Libertà               | 1.173.463           | 6,85                | 4                   | 14      | 18     |
| Partito Democratico del Lavoro                    | 973.445             | 5,68                | 4                   | 2       | 6      |
| Partito della Corea Creativa                      | 651.993             | 3,81                | 2                   | 1       | 3      |
| Nuovo Partito Progressista                        | 504.466             | 2,94                | -                   | -       | -      |
| Partito Cristiano                                 | 443.775             | 2,59                | -                   | -       | -      |
| Partito per l'Unificazione Pacifica e la Famiglia | 180.857             | 1,06                | -                   | -       | -      |
| Altri                                             | 209.416             | 1,22                | -                   | -       | -      |
| Indipendenti                                      | -                   | -                   | -                   | 25      | 25     |
| Totale                                            | 17.131.537          |                     | 55                  | 245     | 300    |